# Fractura de Busch
Una fractura de Busch és un tipus de fractura de la base de la falange distal dels dits de la mà, produïda per arrencament de la inserció òssia (avulsió) del tendó extensor. Sense tractament esdevé un dit en martell. Correspondria al grup B de la classificació d'Albertoni. És molt comú en els conductors de moto i en els porters de futbol, causada per una hiperflexió en el moment que el tendó està exercint la màxima tensió (la mà tancada tensant la palanca de l'embragatge o del fre).

## Història
La fractura de Bush es diu així per Friedrich Busch (1844-1916), que va descriure aquest tipus de fractura en la dècada de 1860. El treball de Busch va ser estudiat per Albert Hoffa el 1904, derivant el terme en "fractura de Hoffa" o "fractura de Busch-Hoffa". A la seva obra "General orthopædics, gymnastics and massage", Busch va descriure les anomalies en els tendons dels dits, en diferents síndromes, descrivint aquesta lesió com una avulsió del tendó que va fixat a la falange distal d'un dit de la mà; en circumstàncies diferents, altres autors han descrit la possibilitat de la fractura a una falange d'un dit del peu, que mal curat pot esdevenir un dit del peu en martell.